# 방패자리 델타
방패자리 델타(Delta Scuti ,δ Sct, δ Scuti)는 방패자리에 있는 삼중성으로, 지구에서 약 187광년 떨어진 곳에 있다.
방패자리 델타는 방패자리 델타 변광성의 원형이 되는 항성이기도 하다. 델타를 이루고 있는 세 개의 별들 중 가장 밝은 방패자리 델타 A는 황백색의 F형 주계열성으로, 4.65일 간격으로 겉보기 밝기가 4.60에서 4.79까지 변한다. 첫 번째 반성인 겉보기 등급 12.2의 방패자리 델타 B는 천구에서 주성으로부터 15.2초각 떨어져 있으며, 겉보기 등급 9.2의 방패자리 델타 C는 53초각 떨어져 있다.
이 별은 태양계를 향해 접근하고 있으며 115만 년 후부터 18만 년 동안 밤하늘에서 가장 밝은 별 자리를 지킬 것이다. 최대 밝기는 시리우스보다 밝은 -1.84등급이 될 것이며 태양계에서 이 정도 밝기로 관측되는 별은 500만 년 이내에는 나타나지 않을 것이다.

## 같이 보기
- 가까운 밝은 별
- 변광성
- 방패자리 델타 변광성